# ヒートドーム

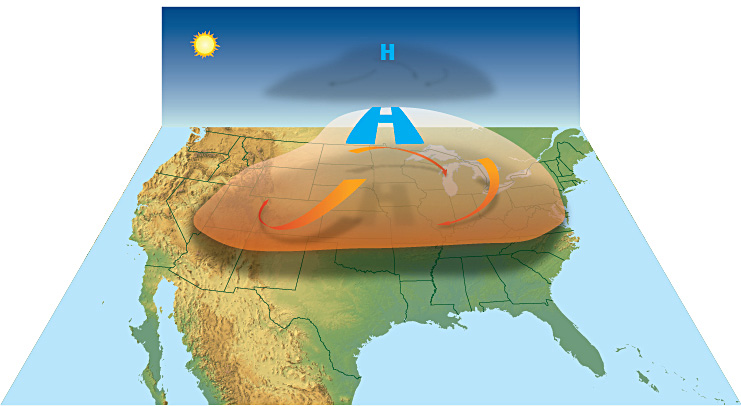
米国国立気象局による、米国上空に生じたヒートドームの模式図

ヒートドーム（英: heat dome）は、大気が蓋や帽子で覆われたように熱い空気を閉じ込めることで発生する、深刻な暑さを伴う気象現象である。ヒートドームは、強い高気圧が異常なほど長時間停滞することで対流や降水が妨げられ、熱気が特定の領域内に「閉じ込められる」ことで発生する。これは、海面水温の異常やラニーニャ現象の影響など、複数の要因によって引き起こされる。上層大気の気象パターンは動きが遅く、気象学者 (en:英語版) はこれをオメガブロックと呼んでいる。
この用語は、熱波の状況全般を指すメディア用語としてよく使われるが、熱波は非常に暑い期間を指しており、必ずしもヒートドームのように高気圧の停滞によって引き起こされるわけではなく、両者の意味は異なる。ヒートドームという用語は、都市ヒートアイランド現象の文脈でも使用される。

## 特徴
ヒートドームは通常、雲がほとんどなく、晴天のときに発生する。太陽放射が妨げられることなく地表に到達するため、全体的な気温が上昇する。
ヒートドームはまた、周囲領域よりも大気圧の高い広大な地理的領域を覆う。高気圧域は、大気を覆う蓋のような役割を果たし、暖かい空気を地表に押し下げ、長時間そこに留まらせる。
ヒートドームは、太陽光を地表に到達させるため、地表を最大限に暖める。

## 発生

ヒートドームを形成する仕組み

ヒートドームは、夏の風のない乾燥した気候の下、暖かい空気が大量に蓄積し、上空大気からの高気圧によって押し下げられることで発生する。これにより空気は圧縮され、その正味の熱量がより小さな体積に集まるため、温度が上昇する。暖かい空気が上昇しようとすると、上空の高気圧がドームのように作用し、空気を押し下げて気温を上昇させ、その結果、ドーム下方の気圧を上昇させる。
2021年の北米西部におけるヒートドームは、停滞した高気圧が局地的に気温を上昇させ、海からの冷却風を遮り、雲の形成を妨げたために発生した。これにより、太陽放射が遮られることなく空気を暖め続け、上昇した暖かい空気は高気圧によって押し下げられ、持続的な加熱サイクルが形成された。
北太平洋の全域、特にワシントン州、オレゴン州、ブリティッシュコロンビア州沖における海面水温の上昇は、ヒートドームの発生につながる高気圧ドームの形成に好ましい条件を作り出す可能性がある。

### 気候変動との関係
研究によると、ヒートドームは気温が高いほど発生しやすく、人為的な気候変動がヒートドームの形成に重要や役割を果たしていると考えられている。ヒートドームの発生は、大気全体の気温上昇をもたらし、気候変動の増加という正のフィードバックループの一因となっている。

## 影響

### その他の気象現象
ヒートドームは大気の停滞と一体となって、大気質の問題を悪化させる。一般的な副作用として、スモッグや大気汚染の増加がある。ヒートドームは、前線などの他の気象システムと相互作用して、熱波を強める可能性がある。また、蒸発速度を高め、土壌中の水分を減少させることで、干ばつを進行させることがある。カリフォルニア州セントラルバレーなどの地域では、ヒートドームが作物や在来植物の蒸散速度を高め、干ばつを悪化させている。

### 生態系
ヒートドーム現象は、以前、主に日射量の増加による樹木の広範囲におよぶ被害と関連付けられてきた。熱ストレスによる葉焼けや、熱に強い葉菜種の進化的出現と繁殖は、ヒートドームの副産物であった。
ヒートドームは、潮間帯生態系に生息する生物の熱ストレスを増加させ、これは2021年の北米西部ヒートドームの際、海洋生物の死因の一つとなった。

### 地域社会
ヒートドームの発生は、気候変動への懸念の高まりにつながっている。特にブリティッシュコロンビア州の人々に顕著で、調査によると、2021年の北米西部ヒートドームの後、気候変動に対する不安の高まりが示された。
ヒートドームは、地域社会の死亡率増加のリスクを高める。ヒートドーム現象による死因の調査では、空調設備のある居住空間を持たない人々、影響を受けやすい人々、社会的弱者層に影響を及ぼす可能性が高いことがわかった。

## 発生例
2025年のヨーロッパの熱波はヒートドームによるもので、人為的な気候変動が原因である可能性が高いと考えられている。
2021年の北米西部ヒートドームは近年、例のない強さと持続期間で注目され、広範囲にわたる停電や山火事の増加など、社会に大きな影響を与えた。こうした現象の発生と深刻さを軽減するために、気候変動に対処する緊急性がさらに強調された。温室効果ガスの排出削減と対策の導入は、2021年のような深刻な熱波の発生を軽減するための重要なステップである。
2021年、ブリティッシュコロンビア州で発生した記録的なヒートドームでは、地域社会で595人が死亡し、同様の大気現象としては過去最多となった。バンクーバー広域圏のほとんどの家庭には空調設備が設置されておらず、熱疲労や熱射病などの熱中症による死亡リスクが非常に高くなっている。この現象に関する研究では、公衆衛生、空調設備および都市緑地の拡充の重要性が強調されている。
2010年にロシアで発生した熱波では、持続的なヒートドームにより、大規模な山火事、農作物の不作、死亡率の急上昇が起こった。この現象による経済的・社会的要因による広範囲の影響は世界中に波及し、地域の気象現象や農業市場の相互関係性に影響を与えた。

### 主なヒートドーム現象

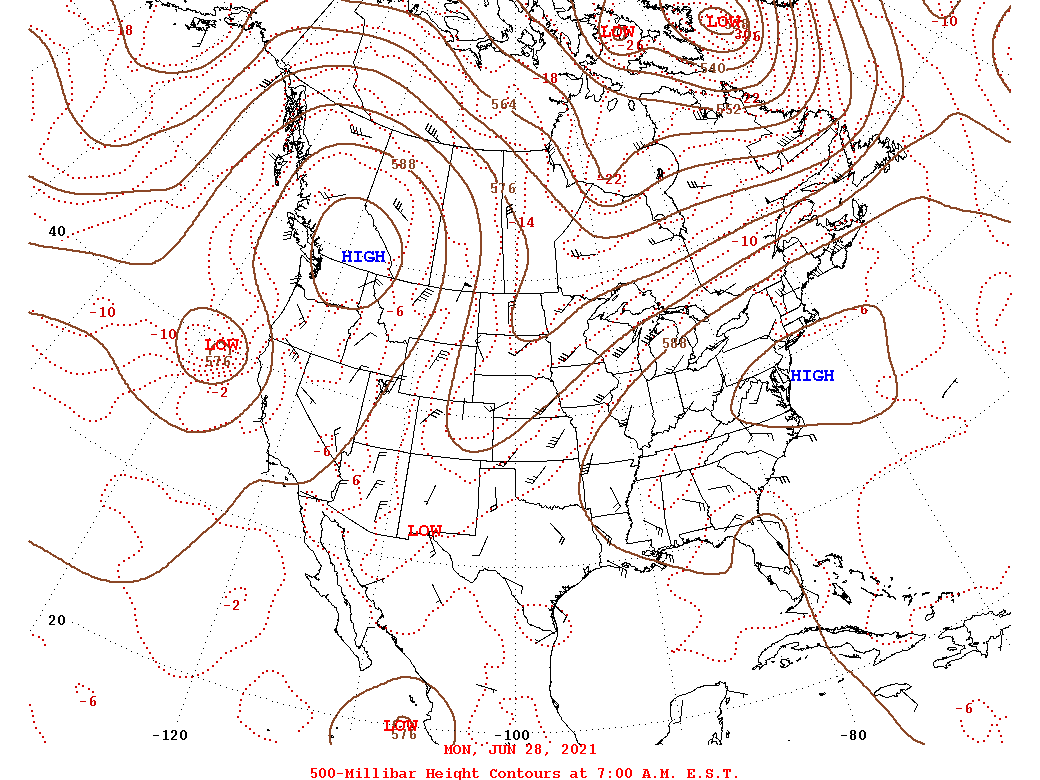
カナダ西部と米国北西部に広がる2021年北米西部熱波のヒートドームを示す。左側の高気圧 (HIGH) によってヒートドームが生じている。

- 1936年の北アメリカの熱波（英語版）
- 2012年の北アメリカの熱波（英語版）
- 2018年の北アメリカの熱波（英語版）
- 2021年のロシアの熱波（英語版）
- 2021年の北アメリカの熱波
- 2023年の北アメリカの熱波（英語版）
- 2023年の南米の熱波（英語版）

## 将来
研究によると、ヒートドームの発生後に、北米周辺を循環する大気の定常波が増加すると予測されている。これらの定常波は、深刻な熱波を引き起こすものと同じであり、将来同様の現象が発生する可能性が高まっていることを示唆している。研究によると、ヒートドーム発生は一般的に起こりそうもないとされているが、気候変動の影響に対する懸念の高まりを受け、ヒートドームはもはや稀な現象ではなくなる可能性があることが指摘されている。

### 緩和策
ヒートドームの影響を緩和する技術は、都市計画 (en:英語版) 、公衆衛生対策、地域社会の連携がよく取り上げられる。戦略としては、緑地の拡大、クールルーフの採用、都市部における換気の改善があげられる。公共機関は、熱中症警報システム、データ監視、クーリングセンター、水管理、気候変動抑制などの施策を通じて弱者層を支援し、暑熱による悪影響を軽減している。教育キャンペーンにより、暑熱対策に対する意識が高まり、他の緩和策の効果が向上している。

## 参照項目
- 熱波 - 異常な暑さが複数日にわたって続く気象現象
- 異常気象 - 通常とは異なる気象現象